# Centrumslingan
Centrumslingan (finska: Pisararata) är en planerad underjordisk järnväg för pendeltågen i Helsingforsregionen, vars syfte är att avlasta bangården vid Helsingfors centralstation. Banan skulle dyka ner i en tunnel söder om Böle järnvägsstation före Fågelsången. Den underjordiska rutten går via Finlands nationalopera i Tölö, Helsingfors centrum, Hagnäs och tillbaka till Böle och bildar på så sätt en droppe på kartan, vilket gett banan dess namn på finska Pisararata ("droppen").  
Den dubbelspåriga järnvägen under Helsingfors centrum är planerad att bli cirka 7,5 km lång. Den binder samman Kustbanan, och Vandaforsbanan med Stambanan. Centrumslingan hämtar passagerarna direkt till centrum och den skulle minska antalet byten då det också planeras stationer i Hagnäs och Tölö. Trots att rutten är aningen längre än den nuvarande rutten in till Helsingfors centrum blir resetiden ungefär den samma, eftersom tågen kan köra snabbare i tunneln än på den nuvarande bangården. Projektets kostnad uppskattas till en miljard euro.
Den underjordiska delen av banan planeras ha en längdlutning på 35 promille, vilket inte passar äldre tågmodeller, men de nya Sm5-tågen klarar av en sådan lutning.
Stationen i centrum planeras ligga under köpcentret Forum, stationen i Hagnäs i anslutning till Hagnäs metrostation och stationen i Tölö mellan Finlands nationalopera och Tölö torg. I centrum och i Hagnäs går det lätt att byta till Helsingfors metro och i Tölö kan det i framtiden finnas en anslutning till en möjlig andra metrolinje.

## Översiktsplanering
Trafikledsverket och Helsingfors stad uppgör översiktsplaneringen och en miljökonsekvensbedömning (MKB). Det finns inga beslut om att projektet kommer att genomföras.
På de nuvarande spåren mellan Böle station och Helsingfors centralstation ryms det inte flera tåg under rusningstid. Centrumslingan möjliggör att tågen kan köra under Helsingfors centrum utan att stanna längre än det tar att släppa ut passagerare och plocka med nya passagerare, vilket ökar kapaciteten och minskar risken för förseningar. Det är meningen att Centrumslingan används av tågen på stadsbanorna till Esbo, Kervo och Ringbanan, medan fjärrtågen och pendeltåg från orter längre från Helsingfors också i fortsättningen använder Helsingfors centralstation. 

## Alternativ
- I alternativ 1 ligger tunnlarnas mynningar vid Djurgårdens idrottsplan och vid Borgbacken och nya underjordiska stationer byggs i Tölö, i Centrum och i Hagnäs.
- I alternativ 2 och 3 ligger tunnlarnas mynningar vid Djurgårdens idrottsplan och norr om Skogsbackavägen. I alternativ 2 byggs nya underjordiska stationer i Tölö, i Centrum, i Hagnäs och i Böle.
- I alternativ 3 byggs dessutom en station i Alphyddan.